# Artemisia emeiensis
Artemisia emeiensis — вид квіткових рослин з родини айстрових (Asteraceae). Поширення: Китай (провінція Сичуань). Населяє лісові узлісся, лісові чагарники; 2500–2800 метрів.

## Біоморфологічна характеристика
Це багаторічна трав'яниста рослина заввишки 50–120 см, ± гола. Нижнє та середнє стеблове листя на ніжці 2–4 см; листова пластинка овально-довгаста або яйцеподібна, 7–15 × 5–10 см. Нижнє листя 3-перисторозсічене; середнє листя 2- або 3-перисторозсічені; сегменти 4 або 5 пар, яйцювато-довгасті або довгасті, 3–6 × 2–3 см; часточки 2 або 3 пари, рвані; рахіс вузькокрилий. Найбільш верхнє листя та листоподібні приквітки 1- або 2-перисто-розсічені або роздільні. Синцвіття — дещо широка волоть. Обгортка яйцеподібна, 1–1.5 мм у діаметрі. Крайових жіночих квіточок 2–4. Дискових квіточок 3–8, двостатеві. Сім'янка оберненояйцеподібна. Цвітіння та плодіння: серпень — листопад.